# منتخب فرنسا لدوري الرغبي للسيدات
منتخب فرنسا لدوري الرغبي للسيدات (بالفرنسية: Équipe de France de rugby à XIII féminin)‏ هو ممثل فرنسا الرسمي في المنافسات الدولية في دوري الرغبي للسيدات
.

## وصلات خارجية
- الموقع الرسمي